# Organisation de combat des anarcho-communistes
L'Organisation de combat des anarcho-communistes (russe : Боевая организация анархо-коммунистов, romanisée : Boyevaya organizatsiya anarkho-kommunistov ; BOAK) est une organisation militante anarcho-communiste en Europe de l'Est, qui fait partie du mouvement partisan biélorusse et russe,. Il vise la révolution sociale et une société socialiste libertaire. Depuis le début de l'invasion russe de l'Ukraine en 2022, il a saboté l'infrastructure ferroviaire en Russie et Biélorussie, ainsi que d'attaquer les commissariats militaires russes et les télécommunications. Selon The Insider, le groupe est devenu "la force 'subversive' la plus active" en Russie depuis le début de la guerre.

## Histoire
Le blog du groupe est actif depuis au moins septembre 2020. Dans leurs entretiens, les membres du groupe ont déclaré que l'organisation existait depuis des années avant de décider de s'engager dans une activité partisane après l'invasion russe de l'Ukraine en 2022. Le site Web "Anarchist Fighter" et la chaîne Telegram, affiliés à BOAK, existent depuis 2018.

## Opposition à l'invasion russe de l'Ukraine en 2022
Lors de l'invasion russe de l'Ukraine en 2022, BOAK a revendiqué la responsabilité d'actions visant à perturber la logistique de l'armée russe en fédération de Russie et en Biélorussie, organisant des sabotages, des incendies criminels de bureaux d'enregistrement et d'enrôlement militaires et des guerres ferroviaires en Biélorussie et en Russie.
Le nom BOAK est apparu pour la première fois en public le 18 avril 2022 lorsque le groupe a revendiqué le sabotage d'une tour de téléphonie cellulaire près du village de Belomestnoye dans l'oblast de Belgorod, région frontalière avec l'Ukraine. L'objectif déclaré d'une attaque était d'endommager le réseau de communication militaire.
Le 23 mai 2022, BOAK a revendiqué une action de sabotage contre des voies ferrées militaires menant à la 12e direction générale du ministère russe de la Défense près de Sergiyev Posad dans l'oblast de Moscou. Selon le site BOAK, certains rails ont été déconstruits.
Le 28 juin 2022, la cellule "BOAK-Vladimir" a publié un communiqué de presse revendiquant une action de sabotage sur la voie ferrée de l'unité militaire 55443 VD Barsovo (51e arsenal du département principal d'artillerie de roquettes du ministère russe de la Défense) près de Kirzhach dans l'oblast de Vladimir. Les rails ont été endommagés. Le communiqué de presse de BOAK a déclaré : "Chaque train arrêté aide à se débarrasser des missiles et des roquettes, qui pourraient frapper des villes ukrainiennes pacifiques !".
Le 9 octobre 2022, BOAK a publié des photos de voies ferrées sabotées à Barnaoul, affirmant que le sabotage avait réussi à faire dérailler un train de marchandises.
Dans une interview avec le journaliste britannique Jake Hanrahan, les membres de BOAK ont affirmé avoir trouvé leurs cibles en utilisant les renseignements de Wikimapia, un projet de cartographie open source qui détaille l'emplacement des infrastructures militaires russes. L'une des personnes interrogées a déclaré qu'elle était prête à mourir en combattant l'État russe, plutôt que d'être soumise à la torture dans une prison russe.
En janvier 2023, BOAK a revendiqué la responsabilité d'une explosion qui a endommagé une section du chemin de fer transsibérien à Krasnoïarsk.